# Сталинград (фильм, 1993)
«Сталинград» — немецкий художественный фильм, поставленный режиссёром Йозефом Фильсмайером. Вышел в прокат 21 января 1993 года.

## Сюжет
Группа немецких солдат наслаждается отпуском в Италии после успешных боевых действий в Северной Африке. Вскоре их назначают в 6-ю армию Паулюса и перебрасывают в Сталинград. Среди солдат — унтер-офицер Роледер, обер-ефрейтор Райзер и их командир — лейтенант фон Вицланд.
Взвод фон Вицланда попадает под командование гауптмана Мюска, который ведёт свою роту в атаку на советские позиции в районе завода в Сталинграде. В тяжёлом бою немецким подразделениям с тяжёлыми потерями удаётся занять здание завода, однако они оказываются в окружении советских войск.
8 ноября 1942 года. В попытке спасти раненых и вынести тела убитых с поля боя фон Вицланд предлагает временное перемирие, однако Эдгар Эмигольц стреляет из автомата по советским солдатам. На следующий день те атакуют немцев, держащих оборону. Лишённые связи, несколько человек, включая фон Вицланда и Райзера, уходят через канализацию. Фон Вицланд позже берёт в плен русскую медсестру Ирину, которой, однако, удаётся сбежать. Эмигольц получает ранение, и остальные тащат его в полевой госпиталь, но, несмотря на усилия врачей, он умирает. Затем фон Вицланда и Райзера арестовывает гауптман Халлер, с которым у фон Вицланда ранее были разногласия по поводу обращения с советскими военнопленными. Солдаты попадают в штрафной батальон, где успевают прослужить четыре недели. В это же время советские войска успешно проводят операцию «Уран» и окружают 6-ю армию в пределах Сталинграда.
После выигранного боя против танкового и пехотного советского подразделения осуждённые возвращаются в свой батальон и получают награды от командования. Однако боевой настрой у немецких солдат падает всё сильнее, особенно после того, как Халлер им приказал расстрелять группу безоружных мирных жителей, обвиняемых в партизанской деятельности. Райзер предлагает сымитировать ранения и покинуть Сталинград на борту медицинского самолёта. Им удаётся добраться до аэродрома Питомник, но самолёт улетает без них.
Солдаты вынуждены вернуться на свой пост, где они находят Мюска, страдающего от «окопной стопы». Им достаётся одна из сброшенных с воздуха посылок с припасами, но вышедший на них гауптман Халлер обвиняет их в её разграблении, и они тяжело ранят его, однако и он успевает выстрелить и убивает ГеГе Мюллера. Затем Халлер пытается «договориться» с фон Вицландом, обещая, что если они помогут ему, то он готов «забыть все прошлые разногласия», но Отто добивает его выстрелом из пистолета. После чего солдаты обнаруживают погреб с припасами, о котором ранее говорил гауптман. Там же они находят связанную Ирину, которую немцы поймали и изнасиловали. Фон Вицланд запрещает своим подчинённым насиловать её и освобождает девушку. На диване приходит в себя тяжело больной гауптман Мюск. Он угрожает всем находящимся в помещении пистолетом и приказывает вынести его на улицу.
Однако солдаты не реагируют на него, и он, размахивая пистолетом обвиняет их в дезертирстве и грозится расстрелять, если его приказ не будет выполнен.
Отто равнодушно говорит Мюску, что он и все остальные в этом помещении «уже покойники», после чего рассказывает всем свой сон, в финале которого говорит, что «никто не в силах убить его», и после истерического смеха, со словами «Хайль Гитлер!» совершает самоубийство из того же пистолета, из которого ранее застрелил Халлера.
Выйдя на улицу и вынеся вместе с собой Мюска, унтер-офицер Роледер видит группу немецких солдат, среди которых генерал. Генерал предлагает Роледеру идти с ними, но тот отказывается, после чего он пытается разбудить Мюска, но тот не реагирует. Роледер ещё раз говорит возможно уже мёртвому Мюску, что «нужно идти», после чего его накрывает густая пелена; дальнейшая судьба Роледера неизвестна.
Тем временем фон Вицланд в доме говорит, что не хочет умирать, и Ирина соглашается показать ему и Райзеру дорогу, по которой они могут уйти через степь. При переходе по заснеженной степи её случайно убивают советские солдаты. Впоследствии фон Вицланд со словами «холод хорош тем, что ты не сгоришь» замерзает посреди ледяной пустыни, и Фриц Райзер, оставшийся рядом с ним, тоже.
В эпилоге фильма говорится, что в Битве за Сталинград погибло больше миллиона человек: русских, немцев, итальянцев, венгров, румын и австрийцев. Из 260 тысяч солдат 6-й армии в плен попала 91 тысяча. Из них домой вернулись всего 6 тысяч.

## В ролях
| Актёр             | Роль                                   |
| ----------------- | -------------------------------------- |
| Томас Кречман     | лейтенант Ханс фон Вицланд             |
| Доминик Хорвиц    | обер-ефрейтор Фриц Райзер («Толстый»)  |
| Йохен Никель      | унтер-офицер Манфред Роледер («Ролло») |
| Себастьян Рудольф | рядовой ГеГе Мюллер                    |
| Дана Ваврова      | Ирина                                  |
| Мартин Бенрат     | генерал Хентц                          |
| Сильвестер Грот   | Отто                                   |
| Карель Херманек   | гауптман Герман Мюск                   |
| Хайнц Эмигольц    | Эдгар Эмигольц                         |
| Дитер Окрас       | гауптман Халлер                        |

## Оценки

### Критика
В рецензии Тимо Волтерса на сайте 4K Filme фильм получил совокупный рейтинг 85 %. Особенно высоко критик оценил содержательную часть фильма (90 %), отметив манеру режиссёра Фильсмайера, который избегает политического позиционирования, идеологических и любых ревизионистских подходов, ведя повествование «с точки зрения штурмового сапёрного батальона и оставаясь рядом с самими персонажами». «Чем дольше длится Сталинград, тем сильнее становятся сомнения Райзера и фон Вицланда, особенно в том, что они тупо выполняют воображаемые приказы высшего командования. В них отражается человечность в условиях бесчеловечной войны», — замечает Волтерс.

### Награды
В 1993 году фильм получил три награды Bavarian Film Awards — за лучшую кинематографию, лучший монтаж и лучшую постановку.